# 北方海路

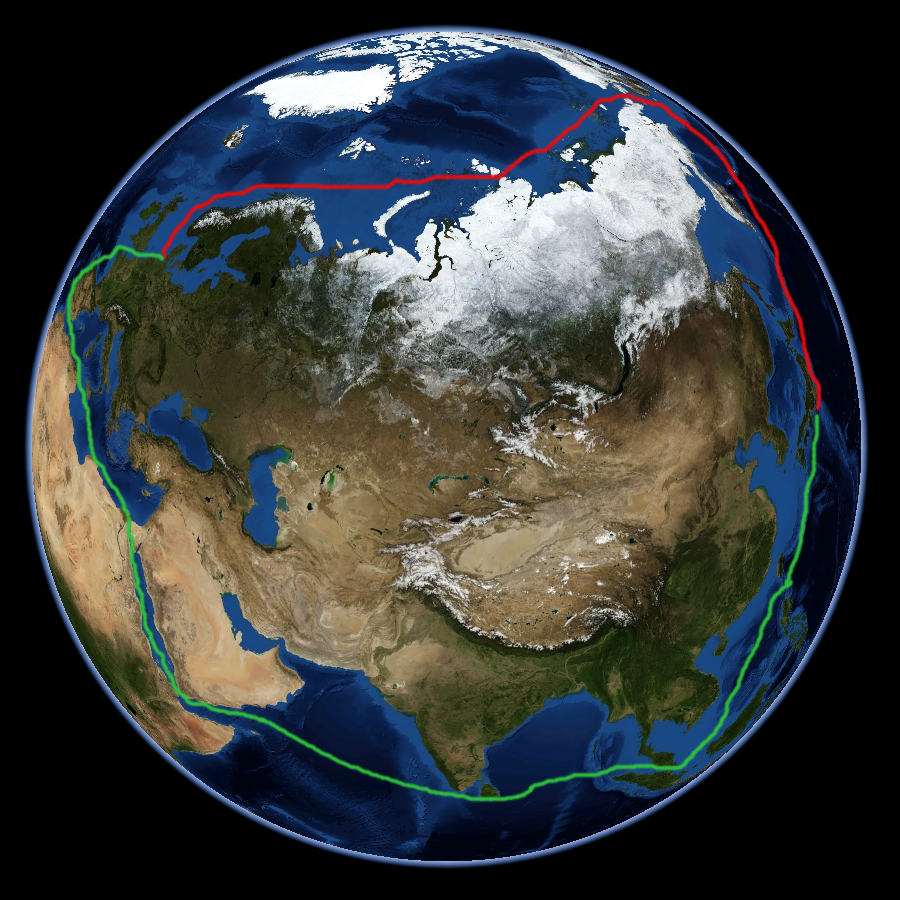
利用東北航道（紅線～13000 km）和蘇伊士運河（綠線～21000 km）往返漢堡和東京的比較

北方海路（俄语：Се́верный морско́й путь）20世紀初以前又被稱為東北航線，是指沿俄羅斯海岸線往返太平洋與北冰洋之間的海上交通線。大部份路段位於北冰洋水域，當中一部份只有一至兩個月的通航期。但近年因全球暖化的關係，航線的潛力大增。以倫敦到大阪為例，巴拿馬運河航線是2萬3300公里；蘇伊士運河航線是2萬1200公里，北方海路則大約在1萬5000公里以下，縮短了7000到9000公里左右。

## 歷史

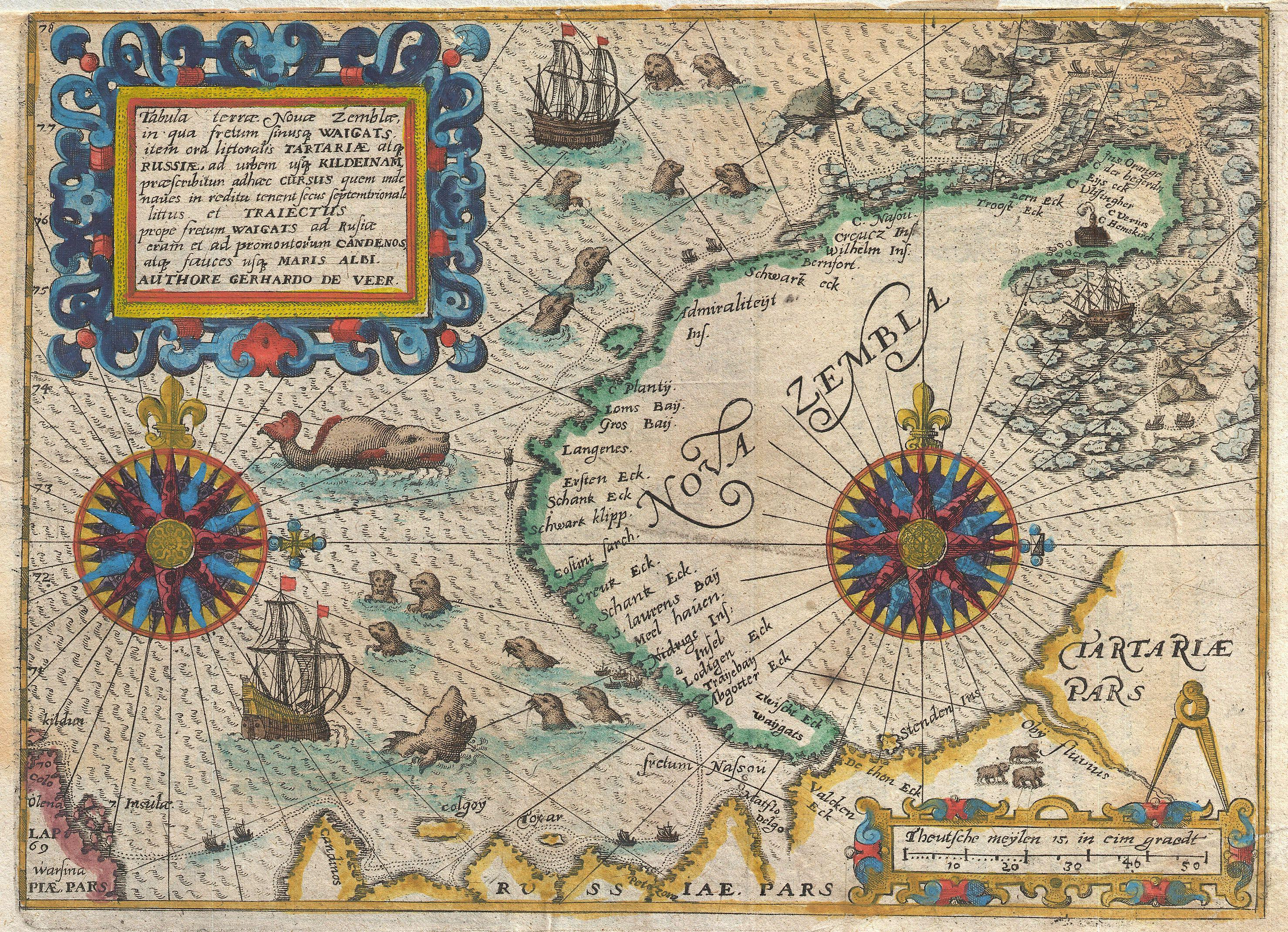
早期對於東北航道的探險，圖中描繪出一座名為Nova Zemba的島嶼（即新地島），1601年地圖

開發東北航線的初期動機是經濟性的。在俄國最早的構想是由外交家德米特里·格拉西莫夫提出的。早在11世紀時在白海海岸從事殖民和貿易的俄國人（稱為波莫爾人）已經對這條航線進行探索。至17世紀他們已經建立了一條往來阿爾漢格爾斯克和葉尼塞河河口的航線。這條航線被稱為曼加泽亚航線（以其最東的終點曼加泽亚命名），就是北方海路的前身。
包括英格蘭、荷蘭、丹麥和挪威在內的北歐國家在同一時間對航線的西段進行探測，以尋找到印度和中國的另一條路線。雖然它們都失敗了，但他們發現了新的海岸和島嶼。當中最著名的就是荷蘭航海家威廉·巴倫支在1596年的航行，這次他發現了斯瓦爾巴群島和熊島。

## 俄國的封鎖和探險
為免英荷等國的滲透，俄國在1619年宣佈封閉芒加塞亞航線。波莫爾人的活動式微了，代之而起的是西伯利亞的哥薩克人。他們乘坐著一種適合在北方水面航行的、名為柯奇的船，從一個河口到另一個河口。他們最著名的航行，要數在1648年由西美昂·傑日尼奧夫和西奧多·阿歷克塞耶夫從科雷馬河河口出發到太平洋，並經過楚科奇半島，因此證明了美洲和亞洲兩座大陸並不相連的那一次。

### 白令
約八十年後，即1725年丹麥裔的俄國探險家維他斯·白令乘坐「聖加伯利號」從堪察加半島出發，往北航行（與傑日尼奧夫的航行方向相反）並穿過今日以他命名的水道（即白令海峽），並把最早由傑日尼奧夫兄弟發現和描述的島嶼命名為代奧米德群島。
白令在1725－1730年之間的探險活動是沙皇彼得大帝發起的大北方探險（又稱「堪察加遠征」）的一部份。第二次探險發生於1735－1742年之間。這次有兩艘船參與，分別是「聖彼得號」和「聖巴維爾號」（即堪察加彼得罗巴甫洛夫斯克的由來），後者由白令第一次探險的副手阿列克謝·伊里奇·奇里科夫指揮（Алексей Ильич Чириков）。這次航程中一場暴風雨令兩隻船失散，使白令和奇里科夫分別成為第一位看見和登陸北美洲西北海岸的西方人。白令在歸航當中發現了阿留申群島，但也得了病。「聖彼得號」於是在堪察加對開的一座小島上停靠，而白令也死在那裡（即今日的白令島）。
除了白令和奇里科夫，其他俄國海軍隊伍也曾參與這次探險。其中一次由西美昂·切柳斯金率領的探險隊在1742年5月到達了北方海路，以及亞歐大陸的最北點切柳斯金角。

## 航線的開通

通過北冰洋是往返歐洲與東亞的最短航線，1780年代地圖

此後在1760年代（瓦西里·契察戈夫）、1785－1795年（約瑟夫·比靈斯和薩里切夫）、1820年代（斐迪南·彼得洛維奇·弗蘭格爾、彼得·費奧多洛維奇·安祖和費奧多·彼得洛維奇·利特克等人），以及在1830年代都進行東北航線的探測工作。全線開通的可能性在19世紀中得到證實，但實際通航要到1878年芬蘭裔瑞典籍探險家諾登舍爾德男爵乘坐「維加號」完成了自西向東走畢全程才得以實現（艦長為瑞典王家海軍的路易·佩蘭德中尉）。1915年由鮑里斯·維利基茨基（Борис Андреевич Вилькицкий）率領的探險隊自東向西走畢全程。
在諾登舍爾德出發前的一年，就已經出現了商業航線。當時是把西伯利亞的農產品經喀拉海出口，稱為「喀拉考察隊」。在1877至1919年的122次「考察」中，只有75次是成功的，總載貨量只有55噸。自1911年起每年有一班由海參崴開往科雷馬河的蒸汽船航班（稱為「科雷馬蒸汽船」）。
諾登舍爾德、南森、阿蒙森、迪龍、馬卡洛夫等人也曾經以科學研究和測繪的目的來到這裡。

### 十月革命後
無線電、蒸汽船和破冰船的面世令北方海路變得可行。十月革命以後，蘇聯被西方孤立，航線的開通就更為迫切了。這不但是往來俄羅斯西部和遠東地區的最短航線，而且也是唯一一條位於蘇聯領海（也因此無需穿越鄰近敵國）的航線。
1932年1月，苏联政府成立了負責監督航線運作和港口修建的北方海路总局。局长奧圖·尤里耶維奇·施密特。
1932年一支由奧圖·尤里耶維奇·施密特率領的蘇聯探險隊首度在同一個夏天而又無需中途過冬的情形下由阿爾漢格爾斯克航行到白令海峽。經過1933年和1934年的試航，北方海路在1935年正式開通並投入商業運作。1936年，波羅的海艦隊部份艦艇經此駛往太平洋以應付正升級的對日軍事衝突。
蘇聯解體後，北極的商業航海進入衰退期。只有摩爾曼斯克－杜金卡和海參崴－佩韋克之間有定期航次，杜金卡與佩韋克的航線接近停擺。

### 21世紀
由於北冰洋的結冰隨全球暖化而縮小，一些有加厚船殼的貨船開始使用北方海路，以挪威往中國青島為例，較以往經蘇伊士運河航線縮短約一半航程。2016年有297艘船隻航行北方海路。2020年全年有近3300萬噸貨物經北方海路運送。

## 沿線港口
海路沿線部分港口為不凍港，終年可通航，自西向東分別為位於科拉半島的摩爾曼斯克、堪察加半島上的堪察加彼得罗巴甫洛夫斯克，以及太平洋上的钏路、瓦尼諾、納霍德卡和海參崴。其他港口如馬加丹、阿纳德尔的通航期約為每年的七至十月，否則就需要核動力破冰船協助。

### 引用
1. ↑  Russia ahead in Arctic 'gold rush' （页面存档备份，存于）, 1 August 2007.
2. 1 2  . 新華網. 2017-09-18  [2017-11-17]. （原始内容存档于2017-12-19）.
3. ↑  《北冰洋貨運通航中國料受惠》 （页面存档备份，存于），大公網訊，2010年9月4日。
4. ↑  . sputniknews.cn. 2021-02-16  [2021-03-26]. （原始内容存档于2021-07-08）.